# Барсуков, Алексей Николаевич
Алексей Николаевич Барсуков (1958—2018) — советский и российский врач-хирург, доктор медицинских наук, профессор Смоленского государственного медицинского университета.

## Биография
Алексей Николаевич Барсуков родился 23 апреля 1958 года в деревне Кутьково Ферзиковского района Калужской области. После окончания средней школы поступил в Смоленский государственный медицинский институт. Окончив его в 1981 году, работал в Смоленской областной клинической больнице. В 1983—1986 годах являлся секретарём больничной комсомольской организации. С 1994 года преподавал в Смоленском государственном медицинском институте (академии, университете). Был ассистентом, затем доцентом, профессором кафедры общей хирургии.
В общей сложности опубликовал более 130 научных работ, был обладателем патентом на 3 изобретения. В 1992 году защитил диссертацию на соискание учёной степени кандидата медицинских наук на тему: «Иммунологические и клинические аспекты применения глюкокортикоидных гормонов при ожоговой травме». В 2006 году защитил докторскую диссертацию на тему: «Пункционные методы лечения доброкачественных образований щитовидной железы». Под руководством Барсукова были защищены 4 кандидатские диссертации. Основные направления научных исследований — пластическая хирургия, лечение патологии щитовидной железы.
Умер 19 декабря 2018 года, похоронен на Новом кладбище Смоленска.

## Награды
- Знак «Отличнику здравоохранения» (2013).